# Liste des routes d'État au Vermont
Les routes d'État au Vermont sont entretenues par le Vermont Agency of Transportation (VTrans). La plupart des routes sont entretenues par le VTrans. Cependant, certaines sont entièrement ou partiellement entretenues par les gouvernements locaux. 
Les routes entretenues par le VTrans sont signalées en utilisant le bouclier vert alors que celles entretenues par les municipalités ont un bouclier noir. 

## Liste des routes d'État
| Numéro  | Longueur (mi) | Longueur (km) | Terminus sud / ouest                                      | Terminus nord / est                                                 | Créée | Notes                                 |
| ------- | ------------- | ------------- | --------------------------------------------------------- | ------------------------------------------------------------------- | ----- | ------------------------------------- |
| VT 2A   | 13,85         | 22,29         | VT 116 à Saint George                                     | US 2 / US 7 à Colchester                                            | —     |                                       |
| VT 2B   | 3,46          | 5,57          | US 2 à Danville                                           | US 2 à Saint-Johnsbury                                              | —     |                                       |
| VT 3    | 7,83          | 12,60         | US 4 Bus. à Rutland                                       | US 7 à Pittsford                                                    | —     |                                       |
| VT 4A   | 14,17         | 22,81         | US 4 à Fair Haven                                         | US 4 Bus. à West Rutland                                            | —     |                                       |
| VT 5A   | 19,50         | 31,38         | US 5 à Burke                                              | VT 105 à Charleston                                                 | —     |                                       |
| VT 7A   | 27,82         | 44,77         | US 7 à Bennington                                         | US 7 à Dorset                                                       | —     | Ancien segment de la US 7             |
| VT 7B   | 6,79          | 10,92         | US 7 à Wallingford                                        | US 7 à Clarendon                                                    | —     |                                       |
| VT 8    | 13,16         | 21,17         | MA 8 à la frontière du Massachusetts à Readsboro          | VT 9 à Searsburg                                                    | —     |                                       |
| VT 8A   | 3,30          | 5,31          | MA 8A à la frontière du Massachusetts à Whitingham        | VT 112 à Whitingham                                                 | —     | Entièrement entretenue par la ville   |
| VT 9    | 46,96         | 75,57         | NY 7 à la frontière de l'État de New York à Bennington    | NH 9 à la frontière du New Hampshire à Brattleboro                  | —     |                                       |
| VT 10   | 4,37          | 7,04          | VT 103 à Chester                                          | VT 106 à Springfield                                                | —     |                                       |
| VT 10A  | 0,52          | 0,84          | I-91 / US 5 à Norwich                                     | NH 10A à la frontière du New Hampshire à Norwich                    | —     |                                       |
| VT 11   | 42,15         | 67,84         | VT 7A à Manchester                                        | NH 11 à la frontière du New Hampshire à Springfield                 | —     |                                       |
| VT 12   | 101,63        | 163,55        | NH 12 à la frontière du New Hampshire à Weathersfield     | VT 15A / VT 100 à Morrisville                                       | —     |                                       |
| VT 12A  | 20,84         | 33,54         | VT 12 à Randolph                                          | VT 12 à Northfield                                                  | —     |                                       |
| VT 14   | 108,95        | 175,33        | US 4 / US 5 à Hartford                                    | VT 100 à Newport                                                    | —     |                                       |
| VT 15   | 68,96         | 110,98        | US 2 / US 7 à Winooski                                    | US 2 à Danville                                                     | —     |                                       |
| VT 15A  | 1,82          | 2,94          | VT 15 / VT 100 à Morrisville                              | VT 15 à Morrisville                                                 | —     |                                       |
| VT 16   | 27,89         | 44,89         | VT 15 à Hardwick                                          | VT 5A à Westmore                                                    | 1960  | Partiellement entretenue par la ville |
| VT 17   | 40,41         | 65,03         | NY 185 à la frontière de l'État de New York à Addison     | VT 100 à Waitsfield                                                 | —     |                                       |
| VT 18   | 7,89          | 12,69         | NH 18 à la frontière du New Hampshire à Waterford         | US 2 à Saint-Johnsbury                                              | —     |                                       |
| VT 22A  | 44,74         | 72,00         | NY 22A à la frontière de l'État de New York à Fair Haven  | US 7 à Ferrisburgh                                                  | —     |                                       |
| VT 23   | 7,37          | 11,86         | VT 125 à Middlebury                                       | VT 17 à Weybridge                                                   | —     | Entièrement entretenue par la ville   |
| VT 25   | 17,74         | 28,55         | NH 25 à la frontière du New Hampshire à Bradford          | US 302 à Orange                                                     | —     |                                       |
| VT 25A  | 0,03          | 0,14          | US 5 à Fairlee                                            | NH 25A à la frontière du New Hampshire à Fairlee                    | —     |                                       |
| VT 25B  | 0,98          | 1,58          | VT 25 à Bradford                                          | US 5 à Bradford                                                     | —     |                                       |
| VT 26   | 0,01          | 0,02          | VT 102 à Lemington                                        | NH 26 à la frontière du New Hampshire à Lemington                   | —     |                                       |
| VT 30   | 111,87        | 180,04        | US 5 / VT 9 à Brattleboro                                 | US 7 à Middlebury                                                   | —     |                                       |
| VT 31   | 5,54          | 8,91          | CR 25 à la frontière de l'État de New York à Wells        | VT 30 à Poultney                                                    | 1966  |                                       |
| VT 35   | 21,22         | 34,15         | VT 30 à Townshend                                         | VT 11 à Chester                                                     | —     | Entièrement entretenue par la ville   |
| VT 36   | 29,43         | 47,37         | VT 78 à Swanton                                           | VT 108 à Bakersfield                                                | —     | Partiellement entretenue par la ville |
| VT 38   | 3,86          | 6,22          | US 7 à Saint Albans                                       | Northwest State Correctional Facility à Saint Albans                | —     |                                       |
| VT 44   | 1,019         | 16,40         | VT 106 à Reading                                          | US 5 à Windsor                                                      | —     | Partiellement entretenue par la ville |
| VT 44A  | 2,99          | 4,81          | US 5 à Weathersfield                                      | VT 44 à Windsor                                                     | —     |                                       |
| VT 53   | 9,31          | 14,98         | VT 73 à Brandon                                           | US 7 à Salisbury                                                    | —     | Entièrement entretenue par la ville   |
| VT 58   | 30,91         | 49,74         | VT 118 à Montgomery                                       | VT 5A à Brownington                                                 | —     | Partiellement entretenue par la ville |
| VT 62   | 4,52          | 7,27          | I-89 à Berlin                                             | US 302 à Barre                                                      | —     |                                       |
| VT 63   | 3,90          | 6,28          | I-89 à Berlin                                             | VT 14 à Barre                                                       | —     |                                       |
| VT 64   | 6,77          | 10,90         | VT 12 à Northfield                                        | VT 14 à Williamstown                                                | —     |                                       |
| VT 65   | 5,22          | 8,40          | VT 12 à Brookfield                                        | VT 14 à Brookfield                                                  | —     |                                       |
| VT 66   | 7,62          | 12,27         | VT 12 à Randolph                                          | VT 14 à Randolph                                                    | —     |                                       |
| VT 67   | 4,25          | 6,85          | NY 67 à la frontière de l'État de New York à Shaftsbury   | VT 7A à Shaftsbury                                                  | —     |                                       |
| VT 67A  | 3,35          | 5,39          | VT 7A à Bennington                                        | VT 67 à Bennington                                                  | —     |                                       |
| VT 73   | 36,67         | 59,02         | VT 74 à Shoreham                                          | VT 100 à Rochester                                                  | —     | Partiellement entretenue par la ville |
| VT 74   | 13,26         | 21,35         | Traversier Fort Ticonderoga–Larrabees Point à Shoreham    | VT 30 à Cornwall                                                    | —     |                                       |
| VT 78   | 21,13         | 34,00         | US 2 à Alburgh                                            | VT 105 à Sheldon                                                    | —     |                                       |
| VT 100  | 216,67        | 348,69        | MA 8 à la frontière du Massachusetts à Stamford           | VT 105 à Newport                                                    | —     |                                       |
| VT 100A | 6,97          | 11,22         | VT 100 à Plymouth                                         | US 4 à Bridgewater                                                  | —     |                                       |
| VT 100B | 7,92          | 12,75         | VT 100 à Moretown                                         | US 2 à Middlesex                                                    | —     |                                       |
| VT 100C | 4,60          | 7,40          | VT 15 à Johnson                                           | VT 100 à Hyde Park                                                  | —     |                                       |
| VT 101  | 4,33          | 6,97          | VT 100 à Troy                                             | VT 105 à Troy                                                       | —     |                                       |
| VT 102  | 43,76         | 70,42         | US 2 à Guildhall                                          | VT 114 / VT 253 à Canaan                                            | —     |                                       |
| VT 103  | 42,04         | 67,65         | US 5 à Rockingham                                         | US 7 à Clarendon                                                    | —     |                                       |
| VT 104  | 20,50         | 33,00         | VT 15 à Cambridge                                         | VT 105 à Saint Albans                                               | —     |                                       |
| VT 104A | 4,53          | 7,29          | US 7 à Georgia                                            | VT 104 à Fairfax                                                    | —     |                                       |
| VT 105  | 98,14         | 157,93        | US 7 à Saint Albans                                       | Bridge Street à la frontière du New Hampshire à Bloomfield          | —     |                                       |
| VT 105A | 1,80          | 2,90          | VT 105 à Richford                                         | Chemin de la Vallée-Missisquoi à la frontière canadienne à Richford | —     |                                       |
| VT 106  | 25,96         | 41,78         | VT 11 à Springfield                                       | US 4 à Woodstock                                                    | —     |                                       |
| VT 107  | 13,50         | 21,73         | VT 100 à Stockbridge                                      | VT 14 à Royalton                                                    | —     |                                       |
| VT 108  | 45,45         | 73,15         | VT 100 à Stowe                                            | QC 237 à la frontière canadienne à Berkshire                        | —     |                                       |
| VT 109  | 14,80         | 23,82         | VT 108 à Cambridge                                        | VT 118 à Belvidere                                                  | —     |                                       |
| VT 110  | 27,14         | 43,67         | VT 14 à Royalton                                          | US 302 à Barre                                                      | —     |                                       |
| VT 111  | 15,14         | 24,36         | VT 105 à Derby                                            | VT 114 à Brighton                                                   | —     |                                       |
| VT 112  | 7,45          | 11,99         | MA 112 à la frontière du Massachusetts à Halifax          | VT 100 à Whitingham                                                 | 1947  |                                       |
| VT 113  | 22,85         | 36,77         | VT 110 à Chelsea                                          | East Thetford Road à la frontière du New Hampshire à Thetford       | —     |                                       |
| VT 114  | 53,09         | 85,45         | US 5 / VT 122 à Lyndon                                    | Main Street à la frontière du New Hampshire à Canaan                | —     |                                       |
| VT 116  | 40,76         | 65,60         | US 7 à Middlebury                                         | US 2 à South Burlington                                             | —     |                                       |
| VT 117  | 8,07          | 12,99         | VT 2A / VT 15 à Essex Junction                            | US 2 à Richmond                                                     | —     | Partiellement entretenue par la ville |
| VT 118  | 28,55         | 45,95         | VT 100 à Eden                                             | VT 108 à Berkshire                                                  | —     | Partiellement entretenue par la ville |
| VT 119  | 0,08          | 0,13          | US 5 / VT 142 à Brattleboro                               | NH 119 à la frontière du New Hampshire à Brattleboro                | —     |                                       |
| VT 120  | 10,55         | 16,99         | VT 105 à Sheldon                                          | VT 108 à Berkshire                                                  | —     |                                       |
| VT 121  | 21,44         | 34,50         | VT 11 à Londonderry                                       | US 5 à Bellows Falls                                                | —     | Entièrement entretenue par la ville   |
| VT 122  | 15,22         | 24,49         | US 5 / VT 114 à Lyndon                                    | VT 16 à Glover                                                      | —     |                                       |
| VT 123  | 0,31          | 0,50          | US 5 à Westminster                                        | NH 123 à la frontière du New Hampshire à Westminster                | —     |                                       |
| VT 125  | 35,90         | 57,78         | VT 17 à Addison                                           | VT 100 à Hancock                                                    | —     |                                       |
| VT 127  | 9,94          | 16,00         | Pearl Street à Burlington                                 | US 2 / US 7 à Colchester                                            | —     | Partiellement entretenue par la ville |
| VT 128  | 11,62         | 18,69         | VT 15 à Essex                                             | VT 104 à Fairfax                                                    | —     |                                       |
| VT 129  | 5,42          | 8,72          | School Street / Church Street à Isle La Motte             | US 2 à Alburgh                                                      | —     | Partiellement entretenue par la ville |
| VT 131  | 16,30         | 26,23         | VT 103 à Cavendish                                        | US 5 à Weathersfield                                                | —     |                                       |
| VT 132  | 16,88         | 27,16         | VT 14 à Sharon                                            | US 5 à Norwich                                                      | —     | Partiellement entretenue par la ville |
| VT 133  | 22,48         | 36,17         | VT 30 à Pawlet                                            | VT 4A à West Rutland                                                | 1960  |                                       |
| VT 139  | 1,82          | 2,93          | VT 105 à Richford                                         | QC 139 à la frontière canadienne à Richford                         | —     | Entièrement entretenue par la ville   |
| VT 140  | 25,06         | 40,33         | VT 30 à Poultney                                          | VT 103 à Mount Holly                                                | —     | Partiellement entretenue par la ville |
| VT 141  | 0,49          | 0,79          | VT 114 à Canaan                                           | QC 141 à la frontière canadienne à Canaan                           | 1960  |                                       |
| VT 142  | 10,85         | 17,46         | MA 142 à la frontière du Massachusetts à Vernon           | US 5 / VT 119 à Brattleboro                                         | —     |                                       |
| VT 143  | 5,75          | 9,25          | VT 11 à Springfield                                       | US 5 à Springfield                                                  | 1961  | Entièrement entretenue par la ville   |
| VT 144  | 6,91          | 11,12         | VT 22A à Benson                                           | VT 30 à Sudbury                                                     | —     | Entièrement entretenue par la ville   |
| VT 147  | 0,15          | 0,23          | VT 114 à Norton                                           | QC 147 à la frontière canadienne à Norton                           | —     |                                       |
| VT 149  | 1,30          | 2,10          | NY 149 à la frontière de l'État de New York à Pawlet      | VT 30 à Pawlet                                                      | 1966  |                                       |
| VT 153  | 13,14         | 21,15         | CR 153 à la frontière de l'État de New York à Rupert      | VT 30 à Pawlet                                                      | 1961  | Entièrement entretenue par la ville   |
| VT 155  | 10,38         | 16,70         | VT 100 à Weston                                           | VT 103 à Wallingford                                                | 1961  |                                       |
| VT 191  | 2,29          | 3,69          | I-91 à Derby                                              | US 5 / VT 105 à Newport                                             | —     |                                       |
| VT 207  | 13,82         | 22,24         | US 7 à Saint Albans                                       | VT 235 à Franklin                                                   | —     | Partiellement entretenue par la ville |
| VT 214  | 2,06          | 3,32          | US 2 à Plainfield                                         | VT 14 à East Montpelier                                             | —     |                                       |
| VT 215  | 9,16          | 14,74         | US 2 à Marshfield                                         | VT 15 à Walden                                                      | —     | Entièrement entretenue par la ville   |
| VT 225  | 1,59          | 2,56          | US 2 à Alburgh                                            | QC 225 à la frontière canadienne à Alburgh                          | —     | Entièrement entretenue par la ville   |
| VT 232  | 13,55         | 21,80         | US 302 à Groton                                           | US 2 à Marshfield                                                   | —     |                                       |
| VT 235  | 4,64          | 7,47          | VT 120 à Franklin                                         | QC 235 à la frontière canadienne à Franklin                         | —     | Entièrement entretenue par la ville   |
| VT 236  | 6,17          | 9,93          | VT 105 à Sheldon                                          | VT 120 à Franklin                                                   | —     |                                       |
| VT 242  | 12,88         | 20,73         | VT 118 à Montgomery                                       | VT 101 à Troy                                                       | —     |                                       |
| VT 243  | 1.181         | 1.901         | QC 243 à la frontière canadienne à North Troy             | VT 105 à North Troy                                                 | —     |                                       |
| VT 244  | 5,64          | 9,08          | VT 113 à Thetford                                         | US 5 à Fairlee                                                      | —     |                                       |
| VT 253  | 2,16          | 3,48          | VT 102 / VT 114 à Canaan                                  | QC 253 à la frontière canadienne à Canaan                           | —     |                                       |
| VT 279  | 6,05          | 9,74          | NY 915G à la frontière de l'État de New York à Bennington | VT 9 à Bennington                                                   | 2004  |                                       |
| VT 289  | 3,94          | 6,34          | VT 2A à Essex                                             | VT 117 à Essex                                                      | —     |                                       |
| VT 313  | 10,05         | 16,17         | NY 313 à la frontière de l'État de New York à Arlington   | US 7 à Sunderland                                                   | —     |                                       |
| VT 314  | 5,49          | 8,84          | US 2 à South Hero                                         | US 2 à Grand Isle                                                   | 1964  |                                       |
| VT 315  | 5,83          | 9,38          | VT 153 à Rupert                                           | VT 30 à Rupert                                                      | —     | Entièrement entretenue par la ville   |
| VT 346  | 4,63          | 7,45          | US 7 à Pownal                                             | NY 346 à la frontière de l'État de New York à Pownal                | 1939  |                                       |
|         |               |               |                                                           |                                                                     |       |                                       |